# TI SR-50

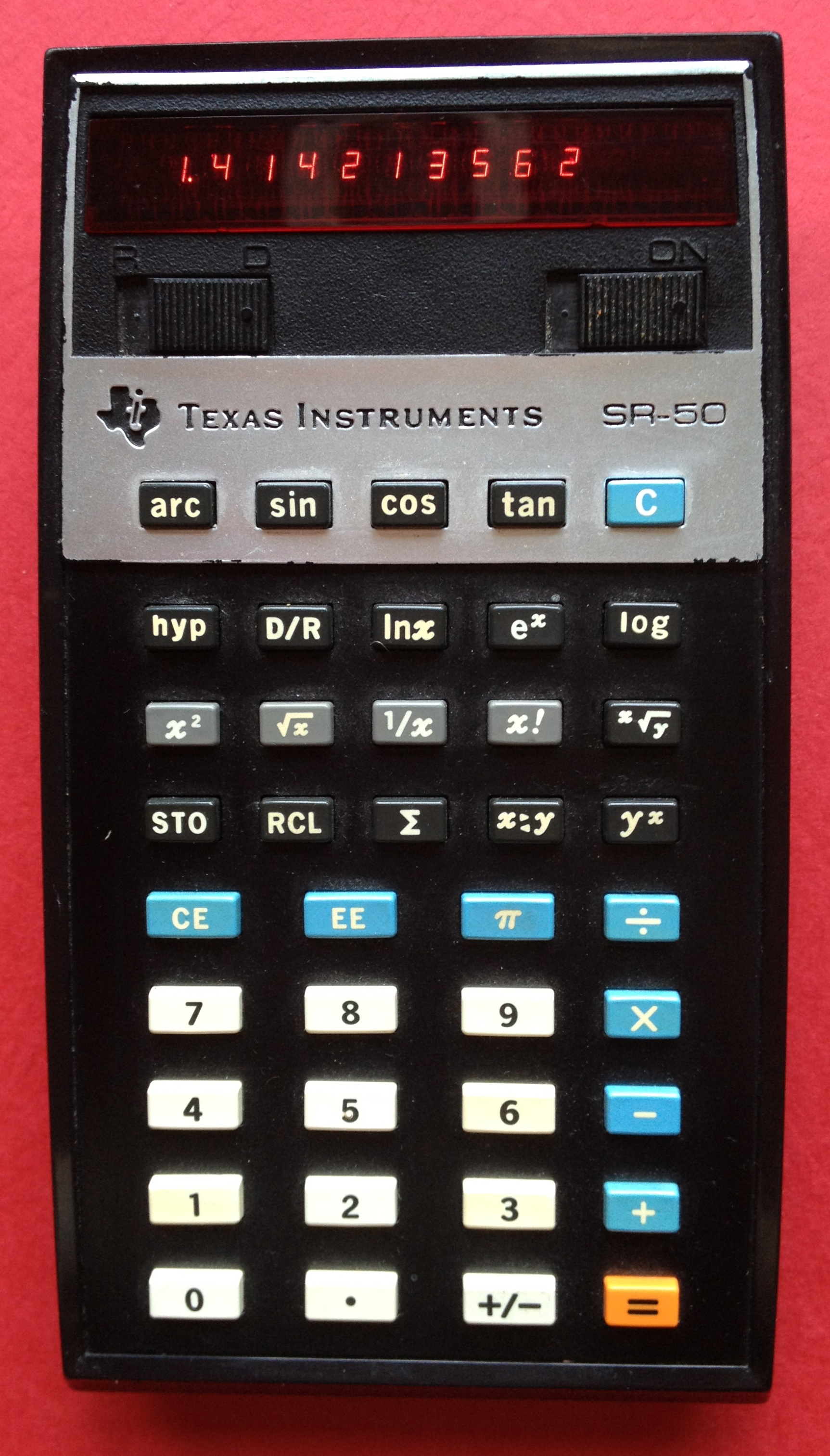
El TI SR-50.

El SR-50 fue la primera calculadora científica de bolsillo de Texas Instruments con funciones trigonométricas y de logaritmos. Fue introducida en 1974, vendida por US$ 170, y tenía una pantalla de diez dígitos más un exponente de dos dígitos para números de punto flotante. Usaba notación de infijo ordinaria, en oposición a la notación polaca inversa empleada por su rival, el Hewlett Packard HP 35. El SR-50 medía 5-3/4 pulgadas de largo por 3-1/8 pulgadas de ancho por 1-3/16 pulgadas de alto (147 mm x 78 mm x 31 mm) y estaba algo mentada por un paquete de baterías recargable de NiCd. Tenía 40 teclas, un interruptor on/off y un interruptor de grados/radianes. Según se informa, el "SR" significaba "slide rule" (regla de cálculo).